# Eclipse lunar de abril de 2013
| Eclipse parcial de luna 25 de abril de 2013                                | Eclipse parcial de luna 25 de abril de 2013 |
| -------------------------------------------------------------------------- | ------------------------------------------- |
| Previo                                                                     | Eclipse \| Eclipse total \| Saros           |
| Posterior                                                                  | Eclipse \| Eclipse total \| Saros           |
| La Luna pasando de derecha a izquierda a través de la sombra de la Tierra. |                                             |
| Saros                                                                      | 112 (65 de 72)                              |
| Duración (h:min:s)                                                         |                                             |
| Parcial                                                                    | 00:27:00                                    |
| Penumbra                                                                   | 04:07:42                                    |
| Contactos                                                                  |                                             |
| P1                                                                         | 18:03:41 UTC                                |
| U1                                                                         | 19:54:04 UTC                                |
| Máximo                                                                     | 20:07:29 UTC                                |
| U4                                                                         | 20:21:04 UTC                                |
| P4                                                                         | 22:11:23 UTC                                |

Un eclipse lunar parcial ocurrió el 25 de abril de 2013, el primero de los tres eclipses lunares del año 2013, convirtiéndose en el segundo más corto de los eclipses parciales del siglo XXI.

## Visualización

### Mapa
El siguiente mapa muestra las regiones desde las cuales fue posible ver el eclipse. En gris, las zonas que no observaron el eclipse; en blanco, las que si lo vieron; y en celeste, las regiones que pudieron ver el eclipse durante la salida o puesta de la luna.

### Perspectiva de la Luna
| Esta simulación muestra la perspectiva desde la Luna al momento máximo del eclipse. El fenómeno fue visible sobre Europa, África, Asia y Oceanía |

## Galería

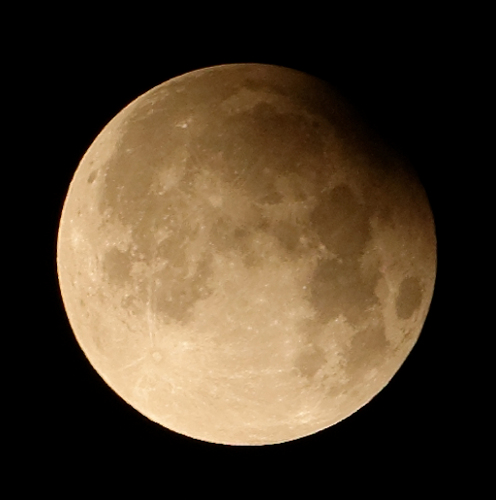
Eclipse desde París
Eclipse desde Belfort, imágenes combinadas